# Stopa madurska

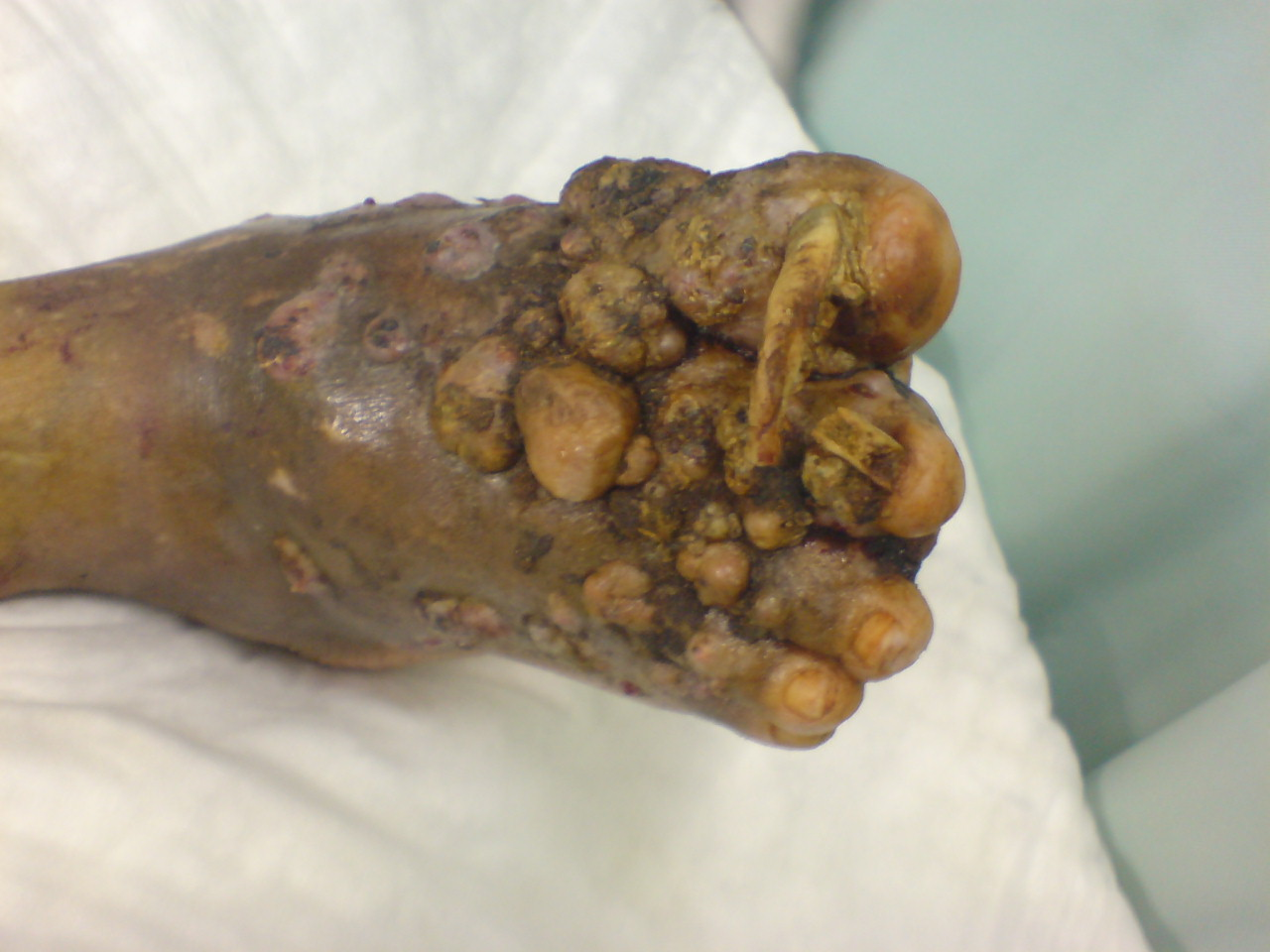
Stopa zaatakowana grzybicą madurską

Stopa madurska (grzybica madurska, łac. mycetoma, ang. Madura foot, maduromycosis) – zakaźna choroba skóry i tkanki podskórnej, przebiegająca niekiedy z zajęciem mięśni, kości i sąsiadujących narządów, która może być wywołana przez różne gatunki grzybów prawdziwych lub promieniowców. Z reguły dotyczy odsiebnych części kończyn dolnych, ale może zająć każdą część ciała. Rodzaj patogenu leży u podstaw podziału mycetoma na actinomycetoma (wywoływaną przez promieniowce) i eumycetoma (wywoływaną przez grzyby prawdziwe).

## Epidemiologia
Nazwa choroby pochodzi od regionu Madura w Madrasie, w Indiach, gdzie została po raz pierwszy opisana w XIX wieku. Obecnie stwierdza się ją endemicznie w Afryce w pasie pomiędzy Somalią a Senegalem, ale także w Indiach, Pakistanie, Australii, Meksyku i innych krajach Ameryki Środkowej. Jest chorobą rzadką, na przykład w Sudanie stwierdza się około 300–400 przypadków rocznie. W Europie notowana tylko wyjątkowo. Spotykana jest przede wszystkim u robotników pracujących na roli, 3 razy częściej u mężczyzn.

## Patogeneza
W sumie opisano 20 rodzajów i ponad 40 gatunków różnych organizmów wywołujących chorobę. Patogenami są:
- promieniowce, głównie Nocardia asteroides[1], a poza tym: Actinomadura madurae (Nocardia madurae, Streptomyces madurae)[1], Actinomadura pelletieri (Streptomyces pelletieri)[1], Streptomyces somaliensis[1], Nocardia brasiliensis[1], Nocardia caviae[1];
- grzyby, najczęściej: Madurella mycetomatis, Madurella grisea, Pseudallescheria boydii, Neotestudina rosatii, Leptosphaeria senegalensis.

Dokładne określenie gatunku promieniowca lub grzyba ma znaczenie ze względu na różnorodność inwazyjności patogenu i zróżnicowaną odpowiedź na leczenie.

## Objawy i przebieg
Charakterystyczne dla mycetoma jest zajęcie kończyn dolnych, zwłaszcza stóp. Choroba przebiega z przewlekłym obrzękiem, guzowatymi naciekami oraz obecnością licznych przetok, prowadzących do rozległych zniekształceń. Wczesną zmianą jest niebolesny guzek lub obrzmienie, powoli rozszerzające się i rozmiękające z wytworzeniem przetok. Ostatecznie zajęta stopa jest obrzmiała, zdeformowana, a jej skóra pokryta jest guzowatymi wykwitami i perforowana przez ujścia przetok. Z reguły proces chorobowy ograniczony jest do jednego miejsca na kończynie, znane są jednak kazuistyczne przypadki krwiopochodnego rozsiewu choroby. W przypadku zakażenia Pseudoallescheria boydii stosunkowo często spotykane jest zajęcie narządów wewnętrznych (szczególnie płuc).

## Diagnostyka

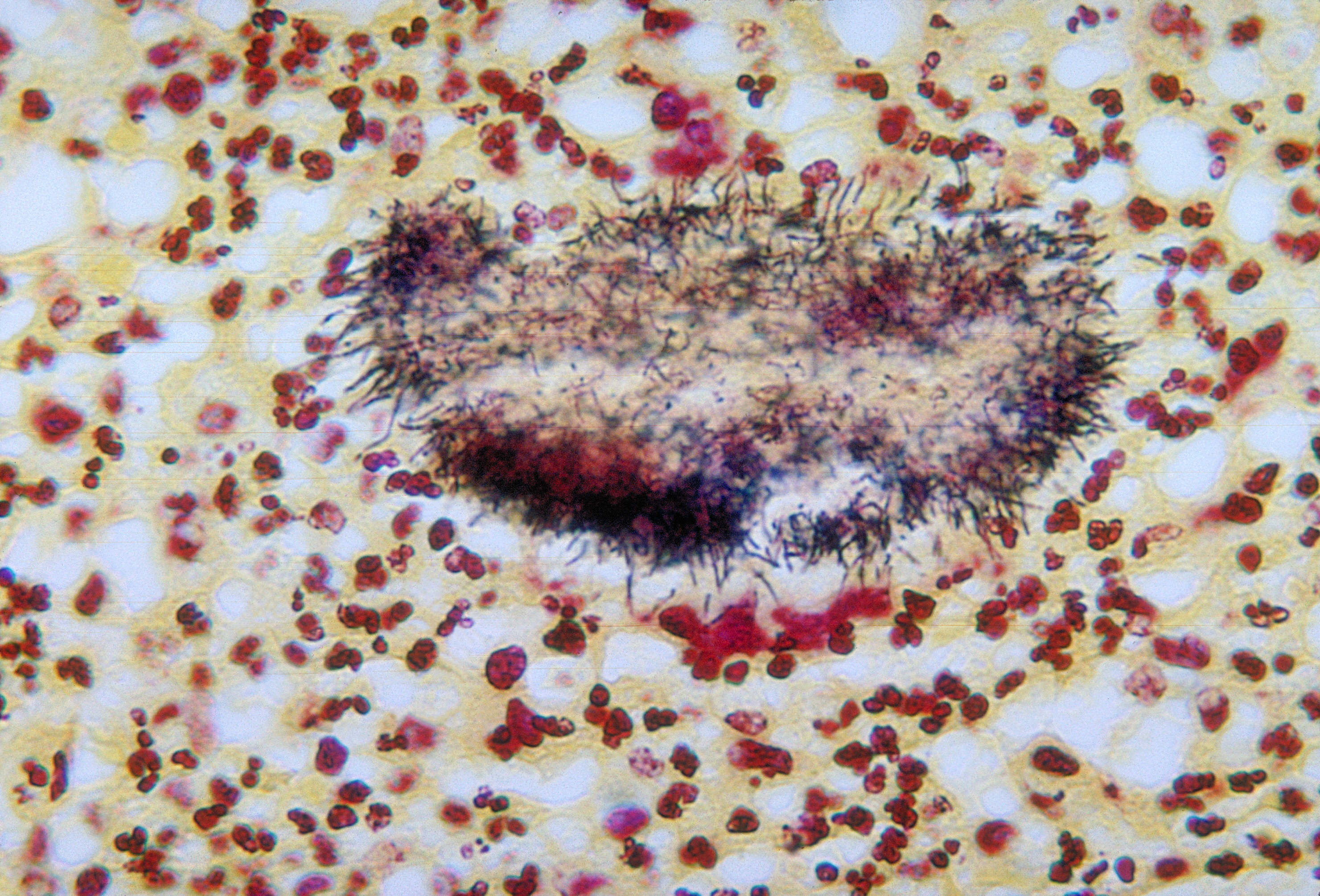
Preparat histologiczny actinomycetoma

- badanie bezpośrednie ropy, wysięku (obecne charakterystyczne ziarna utworzone przez neutrofile i tkankę ziarniniakową; ich morfologia umożliwia identyfikację gatunku patogenu).
- hodowla.
- różnicowanie: promienica, systemowa nokardioza, botriomykoza, sporotrychoza, chromoblastomykoza, pseudomycetoma.

## Leczenie
Wybór metody leczenia zależy od rodzaju patogenu, umiejscowienia, rozległości i głębokości procesu chorobowego. Actinomycetoma z reguły dobrze idzie na leczenie, natomiast leczenie eumycetoma może być nieskuteczne.
W przypadkach zaawansowanych obu postaci choroby jedynym sposobem leczenia jest amputacja stopy.
We wcześniejszych etapach, chorobę w zależności od etiologii leczy się: actinomycetoma antybiotykami (leczenie skojarzone, np. amikacyna + kotrimoksazol, streptomycyna + kotrimoksazol, streptomycyna + dapson), eumycetoma lekami przeciwgrzybicznymi (amfoterycyna B, ketokonazol, itrakonazol, mikonazol). Leczenie miejscowe stosuje się w przypadku niezaawansowanych, niewielkich zmian.

## Historia
W sanskrycie używanym w Madrasie od wieków na określenie mycetoma używano nazwy Padavalnikam, czyli mrowisko: nazwa odnosiła się do kształtu zmiany, przypominającego kopczyk mrowiska z licznymi ujściami „korytarzy” – przetok, a być może także do uczucia mrowienia. Pierwszy opis mycetoma znany pochodzi z Atharwawedy. Pod koniec XVII wieku opis choroby przedstawił niemiecki lekarz, przez krótki czas przebywający w Indiach, Engelbert Kaempfer. Następnym który opisał przypadki tej choroby był John Gill, autor terminu stopa madurska (1842), następnie Henry Vandyke Carter w 1860 roku wprowadził termin mycetoma. W 1913 roku Pinoy podzielił jednostkę chorobową na dwie: eumycetoma i actinomycetoma.

## Klasyfikacja ICD10
| kod ICD10     | nazwa choroby                 |
| ------------- | ----------------------------- |
| ICD-10: B47   | Stopa madurska, maduromykoza  |
| ICD-10: B47.0 | Eumycetoma                    |
| ICD-10: B47.1 | Grzybica madurska promienicza |
| ICD-10: B47.9 | Maduromikoza, nie określona   |